# 巫蠱の禍
巫蠱の禍（ふこのか）は、前漢の征和2年（紀元前91年）、武帝の治世末期に起きた事件である。巫蠱と呼ばれる呪術を巡って前漢の都長安が混乱に陥り、ついに皇太子の劉拠が挙兵するに至った。巫蠱の獄（ふこのごく）、巫蠱の乱（ふこのらん）とも言う。
徐衛民と劉江偉によれば、巫蠱の禍は前漢中期に増大していた社会矛盾の噴出であり、武帝時代の政治に重大な影響を及ぼしたという。なお、呂思勉は事件の記述に胡巫（胡の巫）が現れることを根拠として、巫蠱は中国に元来あったものではなく匈奴などの外国からもたらされたのではないかとする。匈奴には敵軍の通り道に牛や羊を埋めて呪詛する習慣があったといい、この事件で行われた偶人（木製の人形）を地中に埋めるという手法がそれと関係する可能性はある。

## 経過
征和元年（紀元前92年）夏、武帝が建章宮にいた際、一人の男が帯剣して中竜華門に入るのを見た。武帝は男を異人ではないかと疑ってこれを捕えるよう命じたが、男は剣を捨てて逃げ、捕えることができなかった。武帝は怒って門候（城門の役人）を処刑した。冬11月、三輔の騎士を動員して上林苑を捜索した。捜索のために長安の城門も閉じられ、11日後にようやく解かれた。この頃、巫蠱の禍が始まった。
公孫賀は夫人が皇后・衛子夫の姉であったために重用され、太僕を経て丞相に引き立てられていた。子の公孫敬声は父に代わって太僕となったが、皇后の甥であることを笠に着て驕奢の振る舞いが多く、北軍の軍費を横領したことが発覚して投獄された。公孫賀は、陽陵の大侠客として知られた朱安世という者を捕え、それと引き換えに公孫敬声の罪を除こうとした。ところが捕えられた朱安世は「丞相の災いは皇族にまで及ぶぞ。南山の竹を全て使っても俺の自白を書き留めるのに足らず、斜谷の木を全て使っても俺の手かせ足かせを作るのに足らないだろうよ」と笑った。そして獄中から、公孫敬声が陽石公主（武帝の娘）と密通していること、甘泉宮（離宮）への道に偶人を埋めて武帝を呪っていることを告発したのである。
征和2年春正月、公孫賀も投獄されて公孫敬声とともに獄死、一族はみな誅せられた。代わって中山靖王の子で涿郡太守の劉屈氂が丞相を拝命した。夏閏4月には武帝の娘である諸邑公主と陽石公主、衛皇后の甥で衛青の子である長平侯衛伉が誅せられた。その頃、武帝は甘泉宮へ行幸した。武帝が甘泉宮で病床に臥せっていることを知った江充は、衛皇后や衛皇后の子・劉拠（衛太子）に憎まれていたことから老齢の武帝が崩御した後に誅せられるのを恐れ、皇帝の病は巫蠱によるものと奏上し、巫蠱の摘発を命ぜられる。江充は胡巫を率い、地面を掘り返して偶人を捜索し、呪い師の類いを捕えては証拠をでっちあげ、拷問にかけて自白させた。人々はお互いに巫蠱の罪で誣告しあい、連座して死ぬ者は数万人に及んだという。
年老いた武帝は左右の臣下がみな巫蠱により自分を呪っているのではないかと疑い、その事実の有無にかかわらずあえて冤罪を訴えようとする者もいなかった。江充はこれに付け入り、宮中の蠱気を除かねば武帝の快癒はないと胡巫の檀何という者に言上させ、按道侯韓説、御史の章贛、黄門侍郎の蘇文らとともに宮中を捜索した。後宮で寵愛を受けていない夫人から捜索を始め、皇后宮を経て太子宮にまで至り、ついに偶人を発見した。驚愕した劉拠は太子少傅の石徳（石慶の子）に問うたが、連座して誅せられることを恐れた石徳は秦の扶蘇を引き合いに出し、武帝の使者を騙ってでも江充を捕えてその陰謀を暴くように勧めた。劉拠は初め逡巡したが、劉拠を捕えようとする江充の動きが速かったため、結局は石徳の言に従った。
秋7月、劉拠の食客が武帝の使者を騙って江充らを捕えた。韓説は偽使を疑い従わなかったのでその場で殺され、章贛は傷を負って後に死んだ。劉拠は「趙の下郎め、前に趙王父子を乱したのに飽き足らず、さらにまた我が父子を乱そうというのか！」と江充を罵って斬った。江充は趙国邯鄲の生まれであり、趙国の太子の罪を暴いたことがあったのである。また、胡巫も上林苑の中で焼き殺された。その夜、劉拠は舎人の無且に節（皇帝の旗）を持たせて未央宮へ入り、長御（女官）の倚華を通じて衛皇后にことの次第を伝えるとともに、中厩の車や長楽宮の衛兵を動員し、武庫から兵器を運び出した。
甘泉宮へ逃げ帰った蘇文は武帝に劉拠の謀反を訴えた。武帝はそれでも謀反とは断定せず、使者を送って劉拠を召し出すことにした。ところが使者はあえて劉拠のもとには行かず、殺されそうになったということにして甘泉宮へ帰ってきたので、武帝は謀反を真実と思い激怒した。劉屈氂は丞相府から身体一つで逃げ出したために印綬すら紛失する有様だったが、武帝のもとへ長史を急使として送った。そこで劉屈氂が事件を公にせず、未だに兵を動かしていないことを知った武帝は「事態は急を争うのだから、公にすべきである。丞相は周公旦の風格を備えていない。周公は管叔鮮と蔡叔度を討伐して見せたぞ！」と叱責。劉屈氂に璽書を与え、牛車を横たえて盾とすること、短兵を交えず（接近戦を行わず）死傷者をなるべく少なくすること、城門を閉じて謀反人を逃がさないようにすることなどを指示した。
劉拠は「陛下は甘泉宮で病床に臥しておられるというが、何事かが起こったのであろう。姦臣はそれに乗じて乱を起こそうとしたのだ」と百官に告げたが、武帝は甘泉宮から長安城西の建章宮に移り、三輔近県の兵を動員して劉屈氂にこれを率いさせた。劉拠は制（皇帝の命令）と偽って中都官の囚人を解き放ち、兵器を与えて少傅の石徳と賓客の張光に率いさせるとともに、囚人の如侯に節を持たせて長水・宣曲に駐屯していた胡騎（胡人の騎兵）を長安に呼び寄せようとした。ところが偶然にも侍郎の馬通が如侯を捕え、如侯が偽使であることを胡騎に示した。馬通は如侯を斬り胡騎を率いて長安へ向かったが、さらに楫棹の士、すなわち楫（かじ）と棹（さお）とで操船する水夫を動員して大鴻臚の商丘成に委ねた。なお、当時漢が用いていた節（旗）は赤色だったが、劉拠の側が赤色の節を用いたので、区別するために黄色の旄（旗飾り）をその上へ付け加えることになった。
劉拠は北軍の兵を動員するため、護北軍使者の任安を召し出して節を与えた。しかし任安は節を拝受した後に陣営の門を閉じて動かなかった。北軍の動員を諦めた劉拠は長安9市のうち4市から兵を駆り集め、数万の軍勢になった。長楽宮の西の闕下で劉屈氂の軍勢と遭遇し、5日間に渡る戦闘で長安の溝渠は血に染まった。しかし謀反人とされた劉拠に味方するものは少なく、劉屈氂の軍勢がやや数で優ったため、劉拠はついに敗れて南の覆盎城門へ奔った。この門を守っていた司直の田仁は同情して見逃したので、劉拠は城外へ脱出した。
劉拠の捜索が続く間、壺関県の三老の茂（姓は令狐あるいは鄭）という者が上書して劉拠に対する寛恕を願った。武帝はこれに深く心を動かされたが、未だ劉拠を赦免することはできなかった。劉拠は湖県の泉鳩里という所に落ち延びていたが、金策のために知人に使者を送ったことから発覚した。8月、追っ手に隠れ家を取り囲まれ、最早逃げられないことを悟った劉拠は部屋にこもり縊死した。山陽県出身の張富昌という兵士が戸を蹴破り、新安県の令史の李寿が駆け込んで劉拠を抱え下ろしたが、すでに手遅れであった。劉拠を匿っていた隠れ家の主人は戦って死に、皇孫（武帝の孫すなわち劉拠の子）2人も殺された。

## 結果
劉拠が敗退した後、衛皇后のもとへ宗正の劉長楽と執金吾の劉敢が遣わされ、衛皇后は自殺した。遺体は小さな棺に納めて長安の南の桐柏に葬られた。衛氏もまたことごとく誅せられた。劉拠には3男1女があったが、この事件でみな死んだ。太子良娣（妃に次ぐ地位にある妻）の史氏は衛皇后とともに桐柏に葬られた。劉拠と史氏の子・劉進（史皇孫）はその夫人王氏や娘とともに広明に葬られ、劉進の弟2人は劉拠とともに湖県に葬られた。劉進と王氏の子である劉病已（後の宣帝）のみは生後間もなかったため殺されずに済んだ。
賓客として太子宮に出入りしていた者は誅せられ、劉拠とともに戦った者は族誅、劉拠に心ならずも従った者は敦煌郡に移された。劉屈氂は太子を見逃した田仁を処刑しようとしたが、御史大夫の暴勝之は武帝の裁可を得ないうちに田仁を処刑することへ反対した。武帝はこれを知って「田仁は司直でありながら謀反人を見逃したのだから、丞相がこれを斬ろうとするのは法に則っている。なぜ御史大夫は勝手に止めたのか」と激怒し、暴勝之は恐れて自殺した。田仁、そして劉拠の節を拝受しながら動かなかったため二心を抱くものとされた任安は、ともに腰斬となった。馬通が如侯を捕えた功により重合侯に、景建が石徳を捕えた功により徳侯に、商丘成が張光を捕えた功により秺侯にそれぞれ列侯された。また、劉拠を追捕した功により李寿が邘侯に、張富昌が題侯に列侯された。

## 後日
巫蠱の密告を調べてみるとその多くは冤罪であったので、武帝は劉拠に謀反の意志がなかったことを悟った。征和3年（紀元前90年）秋頃、たまたま高寝郎（高祖劉邦の廟を管理する役）の田千秋という者が上書して劉拠の冤罪を訴えた。これに改めて心を動かされた武帝は召し出した田千秋を直ちに大鴻臚へ任命、数か月後には丞相へ昇格させた。江充の一族は誅せられ、蘇文は横門の橋上で焼き殺された。また、泉鳩里で劉拠に刃を向けた者も北地郡の太守となっていたが、一族みな誅せられた。武帝は無実の劉拠のために湖県に思子宮という宮殿を建て、帰来望思の台を設けた。人々はこれを聞いて涙した。
鎮定に功のあった者たちもほとんどが後元元年（紀元前88年）までになんらかの理由で地位を失った。征和3年には夫人が巫蠱を行ったとして丞相劉屈氂が腰斬、劉屈氂の事件を受けて弐師将軍李広利は匈奴へ降伏し、李広利と関係があった邘侯李寿も誅殺された。後元元年には重合侯馬通がその兄の馬何羅とともに謀反して腰斬となり、徳侯景建も馬通に連座して腰斬、秺侯商丘成は不敬があって自殺、題侯張富昌は何者かに殺害された。
後元2年（紀元前87年）春2月、武帝は病床に臥し、末子である劉弗陵が立太子された。武帝はまもなく病死し、劉弗陵が即位して昭帝となる。昭帝の在世中である始元5年（紀元前82年）、長安に劉拠を自称する男が現れた。男が今は亡き劉拠にあまりにも似ているため群臣は何も言い出せなかったが、京兆尹の雋不疑はすぐさま男を捕えさせた。調べてみると実際には夏陽県に生まれて湖県で占い師をしている張延年あるいは成方遂という者であり、男は腰斬となった。
その後曲折を経て、劉進の子つまり劉拠の孫である劉病已が即位して宣帝となったのは、実に巫蠱の禍から20年近くを経た元平元年（紀元前74年）のことである。宣帝は即位後、自らの祖父母や父母の汚名を雪ぎ、劉拠には戾、劉進には悼を諡して、みな改葬した。